# Marian Koshland
Marian Koshland   (New Haven, 25 d'octubre de 1921 - Berkeley, 28 d'octubre de 1997) fou una immunòloga estatunidenca que va descobrir que les diferències en la composició d'aminoàcids dels anticossos expliquen l'eficiència i l'eficàcia amb què combaten una àmplia gamma d'invasors externs.

## Biografia
Marian Elliott va néixer el 25 d'octubre de 1921 a New Haven, Connecticut, filla de Margrethe Schmidt Elliott i Walter Elliott. La seva mare era una mestra que havia immigrat de Dinamarca i el seu pare era venedor de ferreteria d'origen baptista del sud.Quan tenia quatre anys, el seu germà petit va contreure febre tifoide i va ser tutelada per dues noies veïnes.Era una mica gallimarsot, i feu amistat amb tres nois jueus amb els quals assistiria a produccions teatrals WPA. Va ser l'única noia de la seva classe que es va atrevir a manipular una serp constrictora negra de tres peus, per la qual cosa va guanyar una llauna de carn de serp de cascavell.
Marian va assistir al Vassar College de Nova York i es va graduar el 1942 amb una llicenciatura en bacteriologia. Després va assistir a la Universitat de Chicago, on va rebre el seu màster en bacteriologia el 1943. A Chicago va treballar en la reducció de la propagació de malalties respiratòries i va ser membre d'un equip d'investigació que va desenvolupar una vacuna contra el còlera.
A Chicago va conèixer Daniel Koshland, bioquímic i hereu de la fortuna de Levi Strauss. El 1945, es va unir a ell a Oak Ridge, Tennessee, i va passar un any treballant en el Projecte Manhattan, investigant els efectes biològics de la radiació.Ambdós es van casar el 1946i van tornar a Chicago, on Marian va rebre el seu doctorat. en immunologia per la Universitat de Chicago el 1949. La cunyada de Marian va recordar més tard que el seu professor no li volia donar el seu doctorat, perquè la Marian estava embarassada i pensava que el malbarataria. El 1949 es va traslladar amb Daniel a Boston, on Marian va passar dos anys amb una beca postdoctoral al Departament de Bacteriologia de l'Escola de Medicina de Harvard. Més tard, tots dos van treballar al Brookhaven National Laboratory durant 13 anys.
A principis de la dècada del 1950, Koshland va demostrar les diferències moleculars entre els anticossos de sèrum i els d'anticossos secretats.A la dècada del 1960, havia dirigit la seva atenció als orígens de l'especificitat dels anticossos. Jim Allison, un company de Berkeley, va dir que "Bunny va analitzar els anticossos policlonals dirigits contra dos haptens diferents, i sobre la base d'anàlisis de composició d'aminoàcids exquisidament acurades, van demostrar convincentment que aquests anticossos tenien composicions d'aminoàcids diferents i, per tant, han de diferir en la seva seqüència d'aminoàcids. Aquestes dades van tenir un efecte profund sobre les teories de la formació d'anticossos i sobre com es va generar l'especificitat dels anticossos. La llegenda explica que a la reunió anual de l'Associació Americana d'Immunologia on va presentar per primera vegada les seves dades, "la seva xerrada va ser rebuda per una gran ovació dempeus, de fet tot un gran elogi".
Koshland es va convertir en investigadora a la Universitat de Califòrnia a Berkeley, iel 1965 i es va incorporar a la facultat el 1970. Va estudiar biologia molecular amb David Baltimore al seu laboratori del MIT a finals dels anys setanta.Del 1982 al 1989 va ser presidenta del Departament de Microbiologia i Immunologia de la UC Berkeley. Més tard, va dirigir la Divisió d'Afers de Postgrau d'aquest departament. També va formar part del consell de la National Science Foundation i va ser presidenta del Council of American Association of Immunologists el 1982–1983. Va guanyar el Premi inaugural a l'excel·lència en ciència de la Federació de Societats Americanes de Biologia Experimentalel 1989 i va ser guardonat pel Comitè AAI per a l'Estatus de les Dones a la Ciència.
Koshland va morir a Berkeley, Califòrnia, el 28 d'octubre de 1997, de càncer de pulmó.
El Museu de les Ciències Marian Koshland de Washington, DC, que inclou exposicions dirigides al públic en general, i el Centre Integrat de Ciències Naturals Marian E. Koshland del Haverford College, que acull els departaments de ciències de l'elit universitat d'arts liberals, són nomenats així en honor seu. Els fills de Koshland, Catherine Koshland i Douglas Koshland, van assistir a Haverford i actualment tenen càrrecs als departaments d'Enginyeria de la Universitat de Berkeley i de Biologia Molecular i Cel·lular, respectivament.

## Publicacions
- Koshland, Marian E.; Englberger, Frieda M.; Shapanka, Rosyln «Differences in the Amino Acid Composition of a Third Rabbit Antibody» (en anglès). Science, vol. 143, núm. 3612, 3-1964, pàg. 1330–1331. Bibcode: 1964Sci...143.1330K. DOI: 10.1126/science.143.3612.1330. PMID: 17799240.
- Koshland, Marian Elliott «Sheer Luck Made Me An Immunologist» (en anglès). Annual Review of Immunology, vol. 14, 4-1996, pàg. viii–xv. DOI: 10.1146/annurev.immunol.14.1.00. PMID: 8962690.